# ボノプラザン
ボノプラザン（英: Vonoprazan）は、プロトンポンプ阻害薬(PPI)のひとつであり、武田薬品工業が開発したカリウムイオン競合型アシッドブロッカー(Potassium-Competitive Acid Blocker：P-CAB)である。胃酸抑制剤のため、胃・十二指腸潰瘍の治療や予防、逆流性食道炎の治療、ヘリコバクター・ピロリ除菌時の胃内pH調整に用いられる。
ほかのPPIで必要である胃酸による活性化が不要で、有効濃度への到達が速やかで、服用から作用発現までが早い。商品名タケキャブで後発医薬品は無い。酸に対して安定しているので、作用部位（胃腺の分泌細管）に長く留まることができる。

## 効能・効果
- 胃潰瘍、十二指腸潰瘍
- 逆流性食道炎
- アスピリンまたは非ステロイド性抗炎症薬投与時のNSAID潰瘍再発抑制
- ヘリコバクター・ピロリ除菌時の胃内pH調整[4]

ボノプラザン20mgを内服すると、約2.5時間後に胃内pHが4以上に上昇し、約6時間にわたり最大の効果を発揮する。

## 併用

### 禁忌
アタザナビル、リルピビリンの効果を減弱する。

### 注意
- CYP3A4阻害剤、ジゴキシン、イトラコナゾール、チロシンキナーゼ阻害剤など

## 副作用
添付文書に記載されている重大な副作用は、偽膜性大腸炎などの血便を伴う重篤な大腸炎(ピロリ除菌時の抗生物質の使用に伴うもの)である。AST(GOT)、ALT(GPT)、AL-P、LDH、γ-GTPの上昇を生じることがある。また、ピロリ除菌時に10%の患者で下痢が発生する。
長期投与中に良性の胃ポリープを認めたとの報告がある。マウスおよびラットで、臨床用量で胃の神経内分泌腫瘍が、約300倍で胃の腺腫が、約13倍以上(マウス)および約58倍以上(ラット)で肝臓腫瘍がそれぞれ認められている。
ピロリ菌除菌後の患者において、ボノプラザンの長期使用(3年以上)や高用量使用は、胃がん発症リスクの増加と関連すると報告されている。2024年の後ろ向きコホート研究では、ヒスタミンH₂受容体拮抗薬使用群と比べて、ボノプラザン使用群の胃がん発症率が1.3%から2.5%に上昇し、約1.9倍(ハザード比1.92)に上ることが示された。

### 重大な副作用
2019年4月の、厚生労働省医療・生活衛生局発行の「医薬品・医療機器等安全性情報 No.362」により、ボノプラザンフマル酸塩、ボノプラザンフマル酸塩・アモキシシリン水和物・クラリスロマイシン、ボノプラザンフマル酸塩・アモキシシリン水和物・メトロニダゾールについて、下記の重大な副作用の項目が追加改訂された。
商品名
- タケキャブ錠10mg、同錠20mg（武田薬品工業株式会社）
- ボノサップパック400、同パック800（武田薬品工業株式会社）
- ボノピオンパック（武田薬品工業株式会社）

## 作用機序
胃腺の壁細胞に存在するH+,K+-ATPaseを競合的に阻害して、胃内へのH+ 分泌を抑制する。

## 臨床試験
ランソプラゾールに対する非劣性が示されている。武田薬品工業における開発コードナンバーはTAK-438。